# Gauliga Danzig-Westpreußen 1944/45
De Gauliga Danzig-Westpreußen 1944/45 (officeel Gauklasse Danzig-Westpreußen) was het vijfde en laatste voetbalkampioenschap van de Gauliga Danzig-Westpreußen. De competitie werd niet voltooid vanwege het nakende einde van de Tweede Wereldoorlog. Na de oorlog werd het gebied Pools en werden alle voetbalclubs ontbonden. 

## Gauklasse
| Plaats | Club                          | Wed. | W | G | V | Saldo | Ptn. |
| ------ | ----------------------------- | ---- | - | - | - | ----- | ---- |
| 1.     | WKG Kriegsmarine Oxhöft       | 1    | 1 | 0 | 0 | 04:01 | 2    |
| 2.     | Post-SG Danzig                | 1    | 1 | 0 | 0 | 04:01 | 2    |
| 3.     | LSV Danzig                    | 1    | 1 | 0 | 0 | 04:01 | 2    |
| 4.     | Post SG Gotenhafen            | 2    | 1 | 0 | 1 | 03:05 | 2    |
| 5.     | KSG Neufahrwasser/KMA Danzig  | 0    | 0 | 0 | 0 | 00:00 | 0    |
| 6.     | SV Viktoria Elbing            | 0    | 0 | 0 | 0 | 00:00 | 0    |
| 7.     | SV Thorn                      | 0    | 0 | 0 | 0 | 00:00 | 0    |
| 8.     | Bromberger SG                 | 0    | 0 | 0 | 0 | 00:00 | 0    |
| 9.     | BuEV Danzig                   | 3    | 0 | 0 | 3 | 03:10 | 0    |
| 10.    | HSV Unteroffiziersschule Mewe | 0    | 0 | 0 | 0 | 00:00 | 0    |

### Gauklasse I Danzig
LSV Danzig trok zich in september 1944 terug. In januari 1945 werd de competitie gestaakt. 
| Plaats | Club                    | Wed.           | W              | G              | V              | Saldo          | Ptn.           |
| ------ | ----------------------- | -------------- | -------------- | -------------- | -------------- | -------------- | -------------- |
| 1.     | BuEV Danzig             | 8              | 5              | 2              | 1              | 31:20:00       | 12             |
| 2.     | SV Neufahrwasser 1919   | 8              | 5              | 1              | 2              | 40:16:00       | 11             |
| 3.     | SC Preußen Danzig       | 7              | 5              | 0              | 2              | 33:14:00       | 10             |
| 4.     | WKG Kriegsmarine Danzig | 7              | 3              | 0              | 4              | 22:22          | 6              |
| 5.     | Danziger SC 1912        | 7              | 1              | 1              | 5              | 12:47          | 3              |
| 6.     | Post-SG Danzig          | 7              | 1              | 0              | 6              | 10:29          | 2              |
| 7.     | LSV Danzig              | Teruggetrokken | Teruggetrokken | Teruggetrokken | Teruggetrokken | Teruggetrokken | Teruggetrokken |

### Gauklasse II Gotenhafen
In januari 1945 werd de competitie gestaakt. 
| Plaats | Club                        | Wed. | W | G | V | Saldo    | Ptn. |
| ------ | --------------------------- | ---- | - | - | - | -------- | ---- |
| 1.     | Reichsbahn SG Gotenhafen    | 7    | 6 | 0 | 1 | 32:19:00 | 12   |
| 2.     | WKG Kriegsmarine Oxhöft     | 7    | 4 | 0 | 3 | 24:23:00 | 8    |
| 3.     | Post-SG Gotenhafen          | 6    | 3 | 1 | 2 | 19:17    | 7    |
| 4.     | WKG Kriegsmarine Gotenhafen | 6    | 1 | 1 | 4 | 10:19    | 3    |
| 5.     | TuSG 1882 Neustadt          | 6    | 1 | 0 | 5 | 17:24    | 2    |

### Gauklasse III Elbing
SC Graudenz trok zich terug, de reeds gespeelde wedstrijden werden geschrapt. In januari 1945 werd de competitie gestaakt. 
| Plaats | Club                  | Wed.           | W              | G              | V              | Saldo          | Ptn.           |
| ------ | --------------------- | -------------- | -------------- | -------------- | -------------- | -------------- | -------------- |
| 1.     | SV Viktoria Elbing    | 3              | 3              | 0              | 0              | 42:06          | 6              |
| 2.     | Elbinger SV 05        | 4              | 1              | 2              | 1              | 12:16          | 4              |
| 3.     | VfR Hansa Elbing      | 5              | 1              | 1              | 3              | 13:40          | 3              |
| 4.     | SV Viktoria Elbing II | 2              | 0              | 1              | 1              | 05:10          | 1              |
| 5.     | SC Graudenz           | Teruggetrokken | Teruggetrokken | Teruggetrokken | Teruggetrokken | Teruggetrokken | Teruggetrokken |

### Gauklasse III Bromberg
Ondanks de groepsindeling vond er in Bromberg geen competitie plaats. 
- Bromberger SG
- SV Thorn
- Reichsbahn SG Bromberg
- Post-SG Thorn
- VfL Kulm